# Гай Юлий Квадрат Басс
Гай Юлий Квадрат Басс (лат. Gaius Iulius Quadratus Bassus) — римский политический деятель.
Басс происходил из Галатии из сословия всадников. Свою карьеру он начал квестором. В 76—78 годах Басс был наместником провинции Крит и Киренаика. Затем, в Риме занимал должность эдила, в 82 году претора. Спустя год Басс назначен легатом XI Клавдиева легиона. Он участвовал в войне против даков при Домициане и при нём был наместником Иудеи в 90—92 годах.
При императоре Траяне в 105 году Басс был консулом-суффектом с Гнеем Афранием Декстером. Как комит императора, он участвовал во втором дакийском походе в чине легата. В 107—112 годах Басс был наместником Галатии и Каппадокии, а затем Сирии. В это время он участвовал в парфянской войне Траяна. В 117/118 году Басс отбывал должность наместника Дакии, где и умер, находясь в должности. Он был похоронен в Пергаме.